# Aphrodite (Louÿs)
Pour les articles homonymes, voir Aphrodite (homonymie).
Aphrodite est un roman de Pierre Louÿs, paru en 1896.

## Résumé
Ce roman de « mœurs antiques » (sous-titre de l'ouvrage), dont le théâtre est Alexandrie, conte l'histoire de la courtisane Chrysis, et de Démétrios, un sculpteur. Galiléenne aux longs cheveux d'or (d'où son surnom grec), Chrysis, fière de son art et de sa beauté, se flatte d'obtenir « du premier venu la plus vile obéissance ». Démétrios, quant à lui, est l'objet d'un véritable culte parmi les femmes de la cité, mais il est las de leur idolâtrie effrénée. Il en est venu à préférer sa statue d'Aphrodite à la reine Bérénice qui en fut le modèle, et dont il est l'amant blasé.
Chrysis est la seule à marquer du mépris envers le sculpteur. Exaspéré de désir par sa résistance, Démétrios accepte de voler et de commettre un meurtre pour lui procurer les trois objets qu'elle exige en paiement de ses charmes : le miroir d'argent d'une courtisane rivale, le peigne d'ivoire d'une prêtresse égyptienne, et le collier de perles qui orne la statue de la déesse dans le grand temple d'Aphrodite. Après l'accomplissement de ces forfaits, le sculpteur fait un rêve dans lequel Chrysis lui offre la nuit d'amour qu'il désirait.
Celle-ci en vient à aimer l'homme qui est allé jusqu'au crime pour elle, mais Démétrios la rejette, son rêve lui suffit. Comme elle insiste, il lui fait jurer — comme elle avait fait avec lui — d'accomplir sa volonté, avant de la lui révéler : porter en public les objets volés. Ce qu'elle fait, exhibant à la foule, sur le Phare d'Alexandrie, les attributs et la nudité d'Aphrodite. Emprisonnée et condamnée, Chrysis boit la ciguë, en présence de Démétrios, indifférent. Il se servira ensuite comme modèle du corps nu de la morte, le faisant poser « dans l'attitude violente où il l'a vu en songe, [pour] créer d'après le cadavre la statue de la Vie Immortelle ».

## Réception
Aphrodite connut à sa sortie un succès tel qu'il lança les éditions du Mercure de France.[réf. nécessaire] Ce succès est dû en partie à un article louangeur de François Coppée, et sans doute aux scènes libertines qui émaillent le roman. Pierre Louÿs n'avait publié auparavant que des plaquettes, le plus souvent brochées, à tirage restreint.[réf. souhaitée] Lire le compte rendu de Rachilde dans le Mercure de France.
Dans l'après guerre des années folles, il reste difficile de se procurer à New York un exemplaire du roman scandaleux mais, grâce aux protestations du maire de la ville, une adaptation à la scène, faite par un certain George Hazelton, remporte un grand succès.

## Une éthique d'esthète

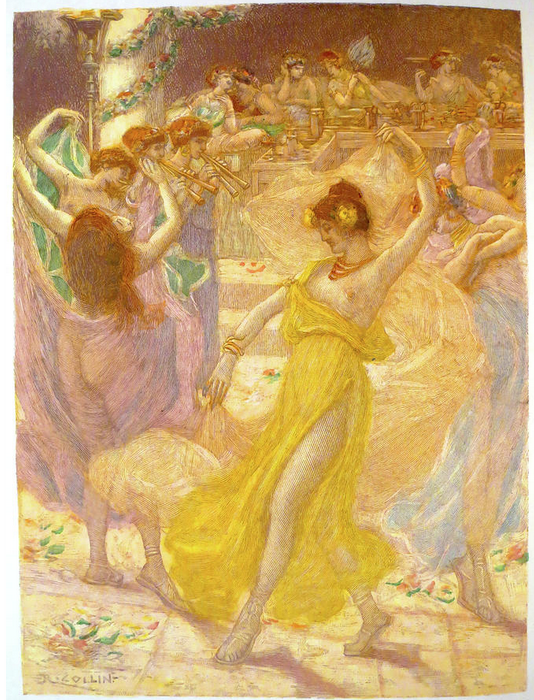
Firmin Maglin, composition pour Aphrodite (Simon Kra, 1930).

L'idéal de Pierre Louÿs est l'idéal stendhalien d'écrire « to the happy few », en l'occurrence une élite constituée de quelques amis tels que Mallarmé, Régnier, Gide et Valéry.
C'est en « Athénien », pour qui « il n'y a rien de plus sacré que l'amour physique, rien de plus beau que le corps humain », que Louÿs écrit Aphrodite. Dans cette reconstitution d'une Alexandrie onirique, où une aimable érudition se mêle à l'orientalisme fin de siècle, le plaisir, dans toute sa violence et son amoralisme, tient la première place, les amours de Chrysis, l'orgie du banquet se terminant par la crucifixion d'une esclave, l'amour saphique de deux fillettes musiciennes, les fêtes d'Aphrodite. Dans cet univers décadent, seul Démétrios conçoit un idéal — idéal qui distingue « le juste de l'injuste selon un critérium de beauté », fort éloigné « des étroites vertus [des] éducateurs modernes » : il ne redoute « l'attitude de l'amour » que parce qu'elle est « l'allongement du tombeau », et la femme que parce qu'elle éloigne « de l'épée, du ciseau ou du pinceau », et ne regrette ses crimes que pour la honte de s'être abaissé à les commettre.

## Postérité

### Sculpture

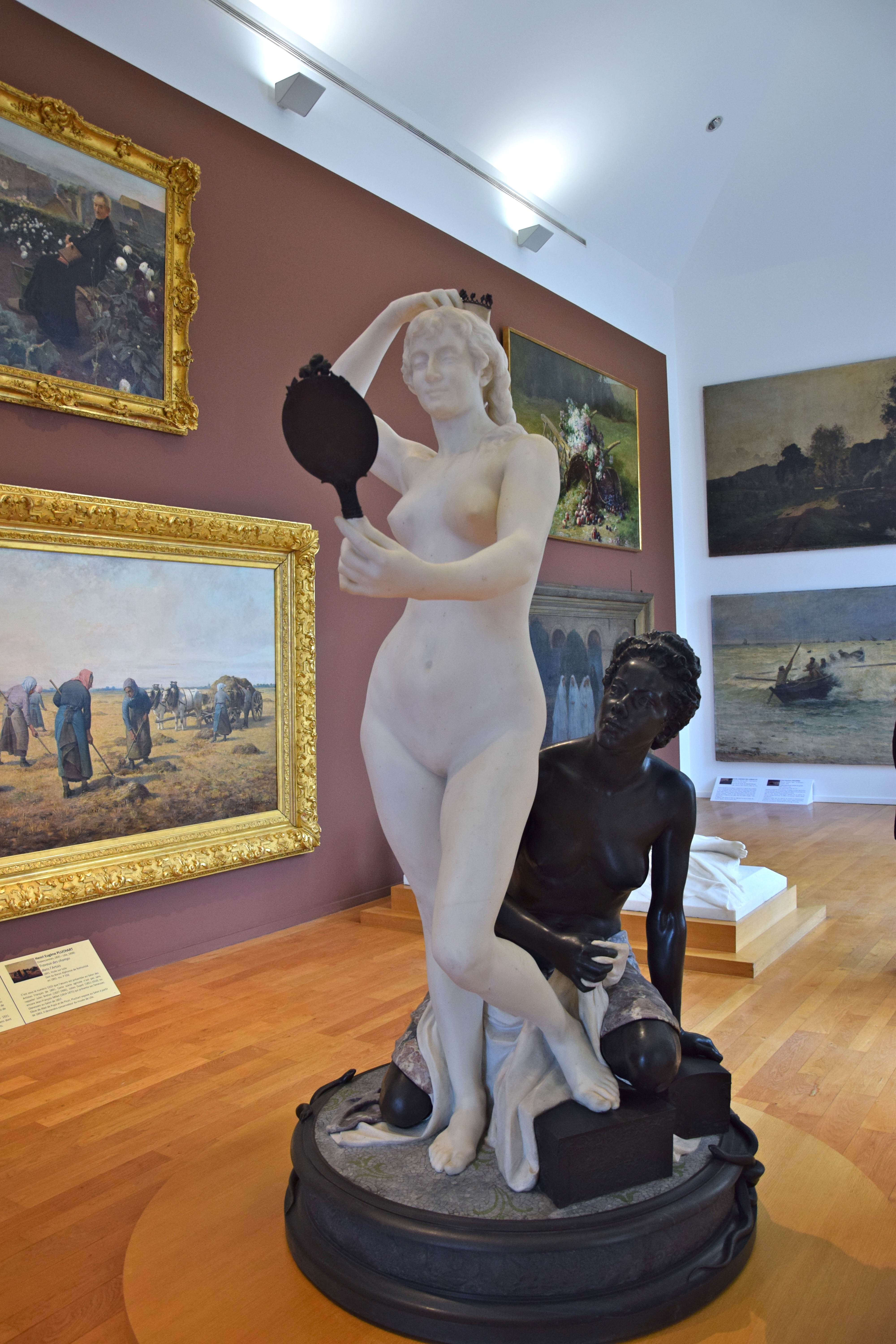
Le Miroir de Carlier.

- J. Carlier, Le Miroir, Exposition Universelle, Paris, 1900, Musée de Cambrai, 2013.

La statue représente Chrysis au miroir dérobé à sa rivale par Démétrios.

### Musique
- C. Erlanger, texte L. de Gramont, Aphrodite - Drame musical en cinq actes et sept tableaux, Opéra-Comique, Paris, 23 ou 27 mars 1906.
- Max von Oberleithner (de), livret Hans Liebstoeckl. Aphrodite, Oper in einem Aufzug, Hofoper, Vienne, 1912[3].
- G. Battistelli, Aphrodite - Monodramma di costumi antichi, Villa Massimo, Rome, juillet 1988.
- Gérard Manset, Opération Aphrodite, album paru en 2016 chez Parlophone.

## Le texte
- Aphrodite, version audio

## Éditions
- Aphrodite. Paris, Librairie Borel, 1896, in-12 format agenda Première édition illustrée parue la même année que l'édition originale, ornée de 150 compositions d'Antoine Calbet.
- Aphrodite, préface de Natacha Chetcuti, Payot, coll. « Petite bibliothèque Payot », no 902, 2013,  (ISBN 978-2-2289-0847-4)
- Aphrodite. Moeurs antiques, 32 compositions en couleurs de Maurice Ray, Paris, L. Carteret, éditeur, 1931, In-4, 266 p.